# Hans Löhrl
Hans Löhrl (ur. 25 maja 1911 w Stuttgarcie; zm. 26 czerwca 2001 w Egenhausen (Badenia-Wirtembergia) – niemiecki ornitolog i etolog.
Löhrl studiował biologię i geologię na uniwersytecie w Tybingi po czym zakończył doktorat na uniwersytecie w Monachium. W latach 1957–1962 był kierownikiem badeńsko-wirtemberskiej państwowej stacji ochrony ptaków w Ludwigsburgu, a następnie w latach 1962 - 1976 kierownikiem stacji ornitologicznej w Radolfzell Instytutu Fizjologii Zachowania, placówki Towarzystwa Maxa Plancka. W latach 1971–1979 był zastępcą prezydenta niemieckiego stowarzyszenia ornitologów (Deutsche Ornithologen-Gesellschaft).
Swoimi badaniami Löhrl przyczynił się do poznania biologii m.in. bociana białego, czapli siwej, kowalikowatych, sikorowatych, pomurnika.

## Publikacje
- Hans Löhrl: Die Kleiber Europas, Die neue Brehm-Bücherei 196, 1967, ISBN 3-89432-644-1
- Hans Löhrl: Nisthölen, Kunstnester und ihre Bewohner, DBV-Verlag, 1973
- Hans Löhrl: Der Mauerläufer, Die neue Brehm-Bücherei 498, 1976
- Hans Löhrl: Die Rauchschwalbe, DBV-Verlag, 1979
- Hans Löhrl: Vögel am Futterplatz. Vogelverhalten im Winter beobachtet, Franckh, 1981
- Hans Löhrl: Vögel in ihrer Welt, Franckh, 1984